# Georg Karl Wilhelm Philipp von Donop
Freiherr Georg Karl Wilhelm Philipp von Donop (* 18. März 1767 in Sonneberg; † 18. August 1845 in Meiningen) war ein deutscher Beamter und Historiker.

## Leben
Georg Karl Wilhelm Philipp von Donop wurde als Sohn des aus Varel stammenden Karl Wilhelm Wolfgang von Donop (* 26. September 1740; † 10. Januar 1813 in Sonneberg), wirklicher Geheimrat und Oberamtmann des Meininger Oberlandes mit den Ämtern Sonneberg, Schalkau und Neuhaus, späterer Hofmarschall im Herzogtum Sachsen-Meiningen und dessen Ehefrau, eine geborene von Tilemann, geboren.
Nach einem Studium trat er anfangs als Page in die Dienste des gräflichen Hauses Reuß-Köstritz. 1785 trat er dann in die Dienste des Meininger Herzoghauses unter Herzog Georg I. und wurde dort Hofjunker und später zum Kammerherrn ernannt. 1791 wurde er bei der Landesregierung zum Akzessisten, am 25. Januar 1792 zum Regierungsassessor und 1797 zum Regierungsrat ernannt. 1798 gehörte er, bis zu deren Auflösung 1823, der Chausseebaukommission an und war auch in den entscheidenden Jahren von 1807 bis 1816 als Mitglied in der Kriegskommission vertreten.
1809 erfolgte seine Ernennung zum Geheimen Regierungsrat und 1816 zum Vizekanzler sowie 1821 zum Geheimrat und Kanzler und damit Nachfolger von Karl Konstantin von Künßberg (1756–1821). Am 25. November 1823 wurde die Organisation der zentralen Behörden umgestaltet und aus dem Personalbestand des alten Regierungskollegiums wurde nur ein Teil der Regierungsräte in die neue Landesregierung übernommen, der Rest wurde an das Oberlandesgericht versetzt. Der Leiter der bisherigen Regierung, Kanzler Georg Karl Wilhelm von Donop, wurde auch der neuen Landesregierung vorgesetzt, bekam aber nunmehr den Titel Regierungspräsident.

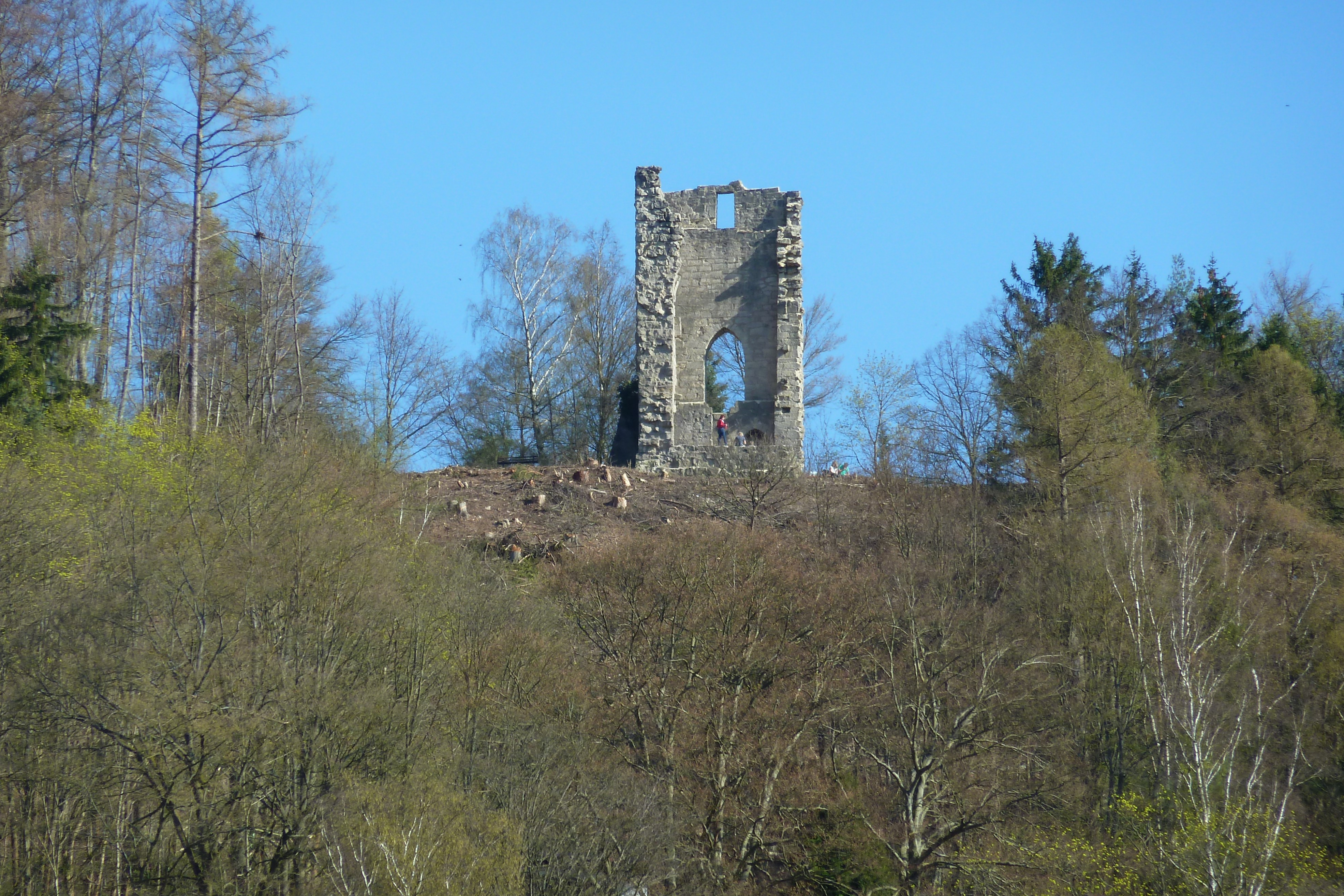
Von Donop erbauter ruinöser Wohnturm auf der Donopskuppe

Seit dem November 1826 setzte sich das Geheime Ministerium aus dem Staatsminister Christian Ferdinand von Könitz, den Wirklichen Geheimen Räten Carl Ludwig Friedrich August von Baumbach (1772–1844), Georg Karl Wilhelm Philipp von Donop und Dietrich von Stein und dem Ministerialrat Karl von Fischern zusammen. Er zog sich von 1827 bis 1829 immer mehr zurück, bis er in den Ruhestand ging, sein Nachfolger wurde der aus hessischen Diensten stammende Friedrich Krafft.
Im Südosten der Stadt Meiningen hatte er 1822 auf dem Landwehrberg, heute Donopskuppe genannt, eine künstliche neugotische Burgruine errichten lassen.
Außerhalb seiner dienstlichen Tätigkeiten beschäftigte er sich eingehend mit historischen, numismatischen und sprachlichen Studien. Als 1820 bei Trinity auf Jersey ein Stück der Steilküste abbrach, wurde ein Hort von 982 Münzen freigelegt, zum Großteil Statere der Coriosoliten. Den gesamten Hort erstand Georg Karl Wilhelm Philipp von Donop, der 760 dieser Münzen in einem Buch abbildete, das er Königin Adelaide widmete, der Ehefrau König Wilhelms IV. von England.
Noch 1842 unternahm er mit einer Gesellschaft zur Untersuchung der dortigen Altertümer eine Reise von England nach Mexiko. Durch seine Heirat wurde er Schwiegersohn des Kanzlers Johann Karl August von Uttenhoven (1746–1808), aus der Ehe gingen keine Kinder hervor.
Nach Georg Karl Wilhelm Philipp von Donop ist neben der Donopskuppe die zum Berg und durch ein Wohngebiet führende Donopsstraße benannt.

## Trivia
Sein Vater war der uneheliche Sohn der Charlotte Sophie Bentinck. Dieser erbte von ihr deren umfangreiche Münzsammlung. Sein Vater trug den Namen „Donop“ mit ausdrücklicher Erlaubnis des Clamor von Donop, eines Hauptmanns in der oldenburgischen Infanterie.

## Schriften (Auswahl)
- Das Magusanische Europa, oder: Phönizier in den Innen-Landen des europäischen Westens bis zur Weser und Werra. Meiningen 1819.
- Das Magusanische Europa, oder: die Urheymath der Früh-Assen am Indus. Meiningen 1821.
- Das Magusanische Europa, oder: Portugal und Spaniens Westküsten, die europäische Heymath der Iren und Belgen, Aquitanen und Germanen. Hildburghausen 1830.
- Das magusanische Europa, oder: Phönizier in den Innen-Landen des europäischen Westens bis zur Weser und Werra. Hildburghausen 1834.
- Les Médailles Gallo-Gaëliques: description de la trouvaille de l'ile d'Jersey ; avec XXXII. Planches. Hannovre 1838.
- Roger O’Connor; Georg Karl Wilhelm Philipp von Donop: Die Schriften des Eolus und die Jahrbücher von Gaelag aus den Chronicles of Eri. Hannover 1838.
- Sumlocenne ob Samulocenis?: Auch ein Wort über die Vindonissa-Regino Strasse; Vom Verfasser des magusanischen Europa und der deutschen Urzeit; Nebst einer Karte der Römerstrassen der Ober-Donau. Hildburghausen 1841.
- Älteste und alte Zeit: Fragmente. Hannover 1844.